# Ann Prentiss
Ann Prentiss (27 de noviembre de 1939 – 12 de enero de 2010) fue una actriz estadounidense.

## Primeros años
Prentiss nació como Ann Elizabeth Ragusa en San Antonio, Texas, de Paulene (de soltera Gardner) y Thomas J. Ragusa. Su padre era de ascendencia siciliana. Su hermana mayor, Paula Prentiss, es también actriz.

## Carrera
Prentiss tuvo muchos papeles secundarios en películas y series de televisión en las décadas de 1960, 1970 y 1980, entre ellos «The Little Black Book» de Get Smart, «The Missing Klink» (1969) de Hogan's Heroes y el episodio «Half a Million Dollar Baby» de Baretta. Prestó su voz a una especie alienígena en la comedia My Stepmother Is an Alien (1988), coprotagonizada por Kim Basinger y Dan Aykroyd. Otros de sus papeles cinematográficos incluyen apariciones en Any Wednesday (1966), If He Hollers, Let Him Go! (1968), The Out-of-Towners (1970) y California Split (1974), junto a George Segal y Elliott Gould.
En la serie de televisión Captain Nice, creada por Buck Henry y emitida por la NBC en 1967, Prentiss interpretó a la sargento de policía Candy Kane, la novia del personaje principal, un tímido químico y superhéroe interpretado por William Daniels.

## Vida personal

### Condena penal
Prentiss fue condenada por un tribunal de California por una agresión cometida en 1996 contra su padre y por una amenaza posterior contra miembros de su familia. El fiscal del distrito afirmó que Prentiss, mientras estaba encarcelada por el delito de agresión, había intentado contratar a otro recluso para que matara a tres personas, entre ellas su padre y el actor y director Richard Benjamin, su cuñado. El 23 de julio de 1997, el tribunal la condenó a 19 años de prisión.

## Muerte
Prentiss murió en prisión el 12 de enero de 2010.

## Filmografía

### Cine
| Año  | Título                     | Papel                                      | Notas                       |
| ---- | -------------------------- | ------------------------------------------ | --------------------------- |
| 1966 | Any Wednesday              | Miss Linsley                               |                             |
| 1968 | Assignment to Kill         | Hotel Party Girl in Red Dress (uncredited) |                             |
| 1968 | If He Hollers, Let Him Go! | Thelma Wilson                              | Película dramática criminal |
| 1970 | The Out-of-Towners         | Airline Stewardess                         | Película cómica             |
| 1974 | California Split           | Barbara Miller                             |                             |
| 1988 | My Stepmother Is an Alien  | La voz del bolso (voz)                     | Ciencia ficción humorística |

### Televisión
| Año       | Título                          | Papel | Notas |
| --------- | ------------------------------- | --- | --- |
| 1962      | I'm Dickens, He's Fenster       | Dr. Else McClinton (como Ann Gardner) | Episodio: "Part-Time Friend" |
| 1966      | Bewitched                       | Betty (sin acreditar) | Episodio: "A Bum Raps" |
| 1967      | Captain Nice                    | Sgt. Candy Kane | 15 episodios |
| 1967      | Mannix                          | Gwen Rogers | Episodio: "Beyond the Shadow of a Dream" |
| 1968      | Get Smart                       | Nancy | Episodio: "The Little Black Book: Part 1" Episodio: "The Little Black Book: Part 2" |
| 1969      | Hogan's Heroes                  | Ilse | Episodio: "The Missing Klink" |
| 1963-1969 | The Virginian                   | Alice (como Ann Gardner) Geraldine Del Finnia                                                                                                  | Episodio: "Man of Violence" Episodio: "Crime Wave in Buffalo Springs" |
| 1969      | It Takes a Thief                | Desk Clerk | Episodio: "Catspaw" |
| 1969      | Hawaii Five-O                   | Lannie Devereaux (como Anne Prentiss) | Episodio: "Not That Much Different" |
| 1969      | The Courtship of Eddie's Father | Kerry Allen | Episodio: "Teacher's Pet" |
| 1969      | In Name Only                    | Jill Willis | telefilme |
| 1970      | The Name of the Game            | Leona | Episodio: "Jerry Wilde Is Drowning" |
| 1970      | The Bold Ones: The New Doctors  | Elaine Stone | Episodio: "This Will Really Kill You" |
| 1970      | McCloud                         | Oficial Murdock | Episodio: "Walk in the Dark" |
| 1969-1971 | Bonanza                         | Wilhelmina Calhoun Meena Calhoun | Episodio: "Meena" Episodio: "The Horse Traders" Episodio: "Easy Come, Easy Go" |
| 1972      | Search                          | Ann Mulligan (como Ann Prentis) | Episodio: "Moonrock" |
| 1970-1972 | Love, American Style            | Judy Ricker (segmento de "Love and Las Vegas") Yvonne (segmento de "Love and the Lady Barber") Clara (segmento de "Love and the Hairy Excuse") | Episodio: "Love and Las Vegas / Love and the Good Samaritan / Love and the Marriage Counselor" Episodio: "Love and the College Professor / Love and the Eyewitness / Love and the Lady Barber / Love and the Plumber" Episodio: "Love and the Hairy Excuse / Love and Lady Luck / Love and the Pick-Up Fantasy" |
| 1973      | The Lie                         | Elaine Fredericks | television film |
| 1973-1974 | Emergency!                      | Fran Lillington madre de Cindy | Episodio: "Boot" Episodio: "Messin' Around" |
| 1975      | Baretta                         | Annie | Episodio: "The Half-Million Dollar Baby" |
| 1976      | Switch                          | Cora | Episodio: "Ain't Nobody Here Named Barney" |
| 1976      | Phillip and Barbara             | Shirley | telefilme |
| 1978      | Quark                           | Gene / Jean (voice, uncredited) | 7 episodios |
| 1978-1979 | Starsky and Hutch               | Mrs. Carston | Episodio: "The Trap" Episodio: "Ninety Pounds of Trouble" |
| 1984      | Masquerade                      | Mavis Kelly | Episodio: "Winnings" |